# Eboniet

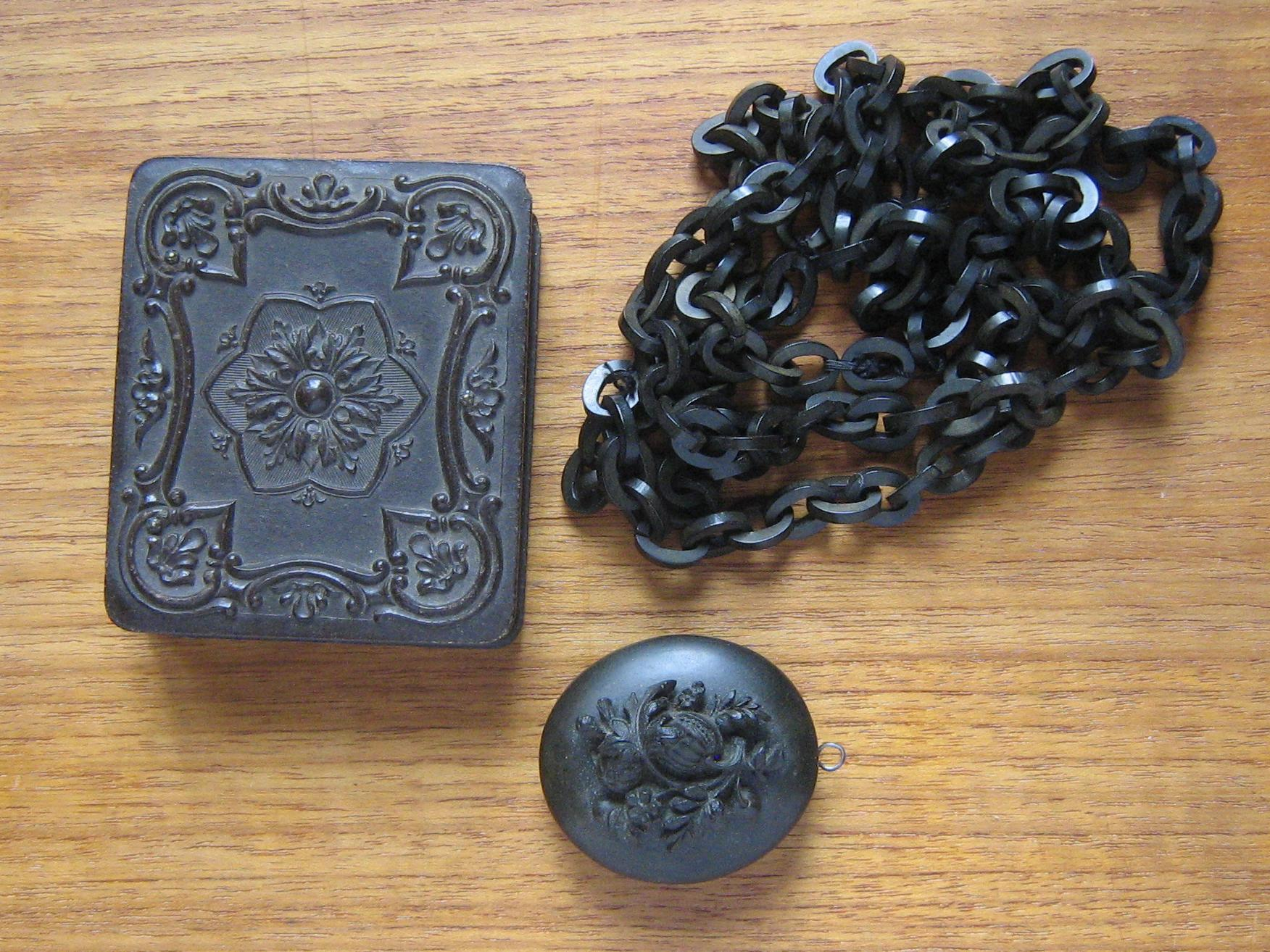
Voorwerpen van eboniet uit de negentiende eeuw.

Eboniet, ook wel vulkaniet, hardrubber, pararubber of kortweg para, wordt gemaakt door rubber met een overmaat aan zwavel (30 tot 50%) te vulkaniseren. In een deegachtige toestand wordt het materiaal tot platen en staven gewalst. Eboniet is hard en bros, laat zich goed bewerken en is ongevoelig voor zuren en basen. Onder invloed van licht ontstaat aan het oppervlak zwavelzuur, waardoor het materiaal grauw, groen tot wit gaat uitslaan. 

## Technische gegevens
- Thermoharder
- Zeer goede isolator:
  - Lage elektrische geleidbaarheid
  - Hoge doorslagvastheid (20-30 kV/mm)
- Goed bestand tegen zwavelzuur

## Toepassingen
- Schakelborden in elektrotechnische installaties.
- Als ondersteuning van klemmen en als accubakken.
- Hoofdbestandsdeel van gummiknuppels.
- Mondstukken voor saxofoons en klarinetten.
- Mondstukken voor tabakspijpen.